# Эффект веера

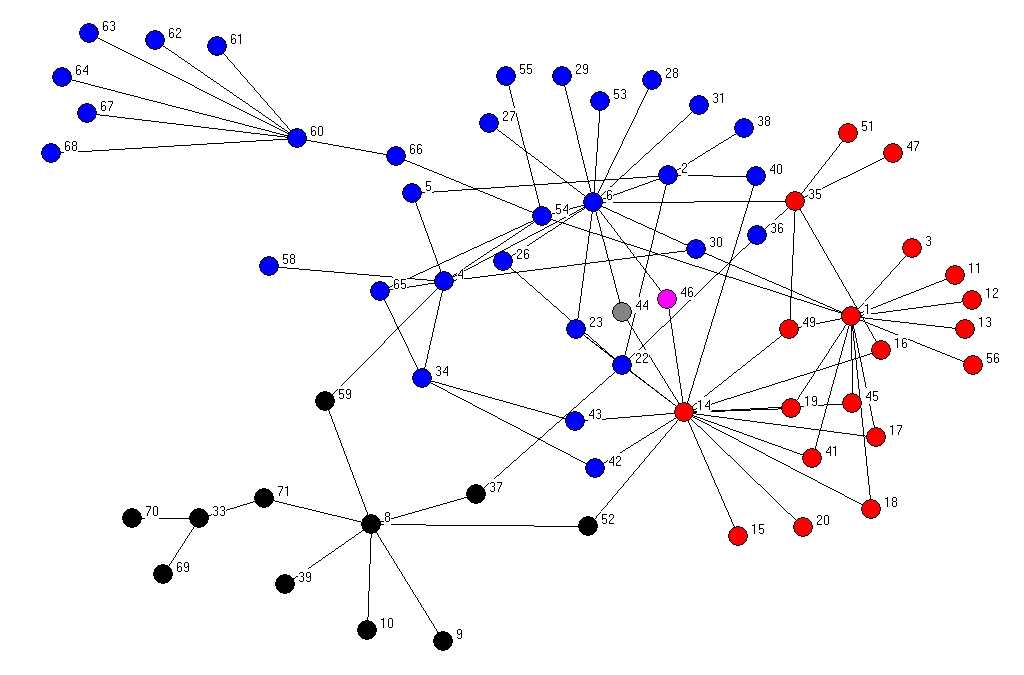
Пример сетевых соединений

Эффект веера (англ. fan effect) — психологический феномен, открытый в рамках когнитивной психологии. Суть феномена заключается в том, что сведения, содержащиеся в памяти до заучивания материала, влияют на процессы запоминания. Воздействие эффекта веера проявляется в том, что вновь заученный материал осложняет доступ к информации, уже хранящейся в памяти. Слово «веер» означает число ассоциаций, связанных с единицей информации. Это название объясняется тем, что увеличение времени реакции связано с увеличением веера фактов, исходящих из сетевой репрезентации понятия.

## Открытие эффекта веера
Эффект веера впервые был продемонстрирован в серии из трёх экспериментов (англ. fan effect), проведенных когнитивным психологом Джоном Андерсоном в 1974 году. В первом эксперименте испытуемые заучивали 26 словосочетаний, в которых человек был связан определённым местом. Пример словосочетания, который Андерсон использовал в этом эксперименте: «хиппи в парке». Затем испытуемых спрашивали, входит ли конкретное словосочетание в число заученных ими, фиксируя при этом время реакции на предложения. Такая ситуация вызывает ряд вопросов. Например, увеличится ли время, в течение которого проверяется соответствие словосочетания выученному в зависимости от общего количества словосочетаний, которые субъект знает о хиппи. Во втором эксперименте проверочные вопросы касались в равной мере как человека, так и локации в которой он находится, например: "Кто находится в парке?", "Где находится хиппи?". Этот эксперимент был проведен, чтобы узнать взаимодействие между процессом тренировки и частотой запоминания человека, относительно его местоположения. Второй эксперимент показал, что извлечение информации не зависит от условий во время получения информации. Третий эксперимент был построен таким образом, что испытуемый получал доступ к информации о местоположении перед информацией о персонаже и наоборот. Если одна информация может быть доступна в памяти раньше другой, поиск бы начинался с одной информации первее другой и время реакции было бы функцией количества словосочетаний, связанных с информацией, расположенной первой. В целом, эти эксперименты показали, что множественные ассоциации, такие как включение большого количества существительных в предложение, интерферируются с временем распознавания, производя замедляющий эффект.
В другом исследовании К.Льюис и Дж. Андерсон предлагали испытуемым заучивать вымышленные факты о реальных исторических персонажах, например «Наполеон родился в Индии». Испытуемые заучивали от одного до четырёх утверждений такого рода. Затем проводилось тестирование, где испытуемым предъявляли три типа высказываний: 1) заученные в эксперименте утверждения; 2) истинные факты; 3) вымышленные факты, которые не присутствовали в заученном списке. Им нужно было согласиться с высказываниями первого и второго типов и отклонить высказывания третьего типа (в исследовании подразумевалось, что истинные факты были известны испытуемым до эксперимента). Этот эксперимент показал следующую закономерность, обусловленную эффектом веера: чем больше выучивалось вымышленных фактов об историческом персонаже — тем медленнее была оценка.

## Объяснительная теория
Данный эффект объясняется концепцией распространения активации, примененной к пропозициональным сетям, которая заключается в следующем. Предполагается, что воспоминания хранятся в мозге в сети узлов, которые связаны между собой. Когда извлекается информация из памяти, активация распространяется по сетям до тех пор, пока они не пересекутся или не пройдет достаточное количество времени. Если есть одна ассоциация, активация должна распространяться только на одну сеть, тогда как несколько ассоциаций разделили бы активацию на множество сетей. Наличие множества соединений приводит к тому, что мозгу требуется больше времени, чтобы распознать понятия и извлечь их из памяти.
Эффект веера обусловлен множеством мысленных моделей и включен в теорию адаптивного контроля рационального мышления, известную как ACT-R. Ключевыми факторами, от которых зависит эффект веера, являются сила и степень, в которой одна из переменных может предсказать другую, а также важность информации для человека в процессе воспроизведения. Информация может быть лучше распознана по сходным идеям, а не в случайном порядке. При хранении в случайном порядке информация размещается в независимых местах мозга вместо того, чтобы храниться вместе как единое целое. Эффект веера может быть уменьшен, если случайные предложения часто предъявляются и объединяются в общее представление. Время, необходимое для извлечения информации с помощью эффекта веера, увеличивается с возрастом из-за возрастных эффектов/интерференций.
В статье Г.А. Радвански приведено альтернативное объяснение данных, полученных Андерсоном. Согласно результатам, полученным в его исследовании, люди дольше реагируют на предложение и совершают ошибки если что-либо происходит с более длительной задержкой, однако характер работы совместного или раздельного хранилища памяти при этом остается неизменным. Также, согласно полученным им результатам, функция забывания скорее положительно, чем отрицательно ускоряется. Соответственно, чрезмерное обучение, распознавание или обратная связь во время распознавания не играют в данном эффекте роли. (как трактовал свои результаты Андерсон). Радвански объясняет полученные результаты связью эффекта с использованием модели событий во время извлечения памяти.
В статье В. В. Нурковой и А. А. Гофман эффект веера рассматривается, как аналогия «эффекта размера категории». В их основе лежит общая модель. Запуску поиска информации в памяти предшествует оценка величины класса категории. Если размер класса признается небольшим (например, дни недели, части тела, домашние животные), осуществляется полный перебор всех единиц категории. Подтверждением выбора данной экстенсивной стратегии служит равное время поиска объектов и высокой и низкой частотности. Для больших категорий (например, хищники, города, знаменитости) применяется иная — интенсивная стратегия: поиск ведется по изолированным семантическим признакам, что проявляется в нарастании времени ответа для низкочастотных целевых объектов. Таким образом новые сведения об объекте удлиняют время поиска заученных ранее сведений о нём.

## Применение эффекта веера
Расщепление ассоциаций — метод самопомощи, разработанный для людей с обсессивно-компульсивным расстройством (ОКР), основан на эффекте веера. При ОКР ассоциации обычно сужаются до значений, связанных с ОКР (например, огонь = опасность, рак = смерть). Пациентов учат рассматривать альтернативные значения, чтобы уменьшить силу пугающих ассоциаций (например, огонь = Алмаз, Рак = знак зодиака). Согласно систематическому обзору, использованная на группе методика приводит к значительному уменьшению симптомов ОКР по сравнению с контрольной группой.